# 钱德拉X射线天文台

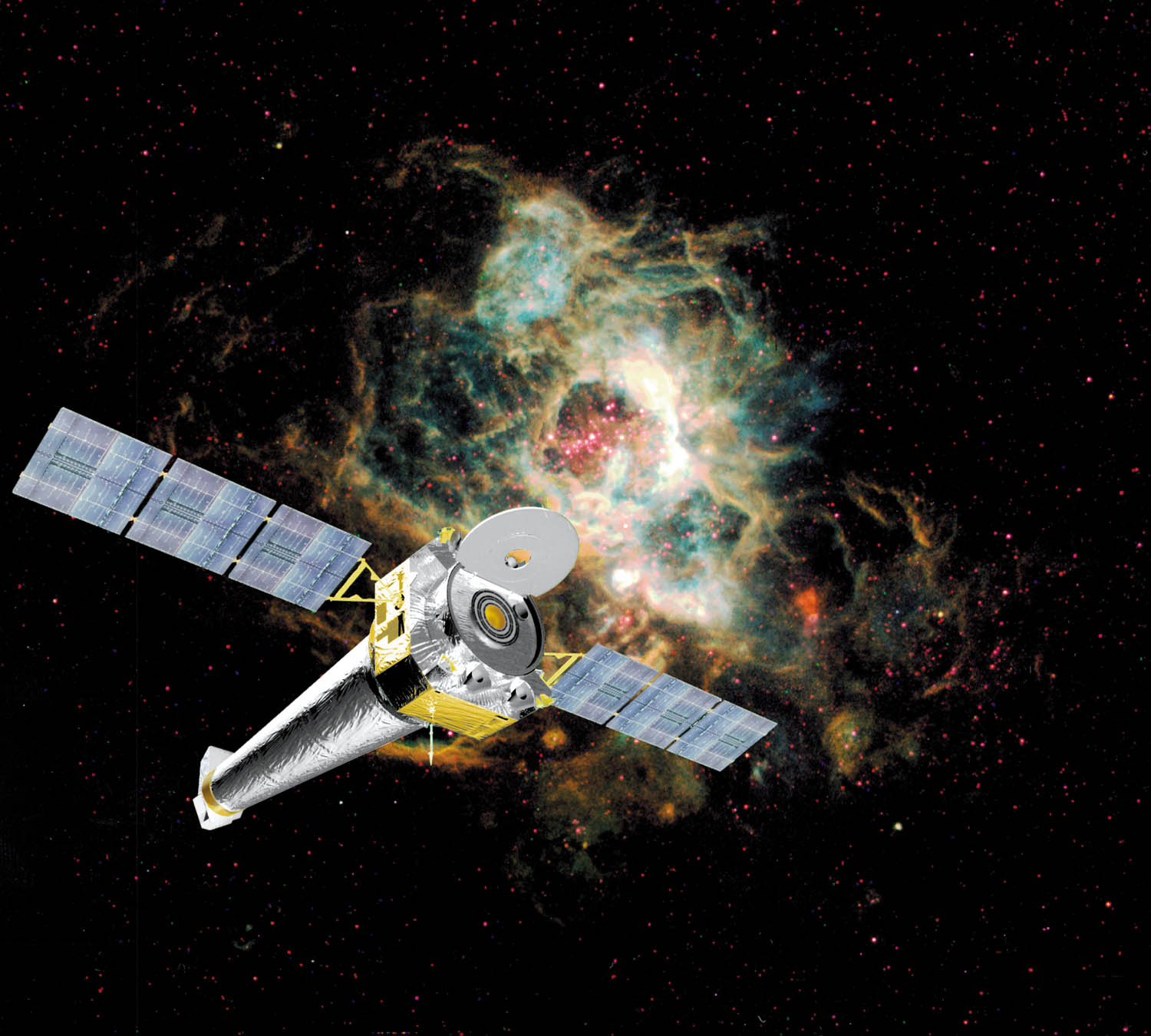
钱德拉X射线望远镜想象图

钱德拉X射线天文台（英語：Chandra X-ray Observatory，缩写为），是美国宇航局（NASA）于1999年发射的一颗X射线天文卫星，以美国籍印度物理学家苏布拉马尼扬·钱德拉塞卡命名，為大型轨道天文台计划的第三颗卫星，目的是观测天体的X射线辐射。其特点是兼具极高的空间分辨率和谱分辨率，被认为是X射线天文学上具有里程碑意义的空间望远镜，标志着X射线天文学从测光时代进入了光谱时代。

## 歷史
钱德拉X射线天文台源于1976年美籍意大利裔天文学家里卡尔多·贾科尼等人的设想。1978年，美国发射了第一颗能成像的X射线天文卫星——爱因斯坦卫星，为钱德拉X射线天文台的研制积累了经验。20世纪80年代和90年代，钱德拉X射线天文台的研制工作一直在进行。1992年，为了削减预算，不得不对其进行重新设计，主镜数目由12个减为4个，终端设备也减掉2台，轨道改为椭圆形，最远距离达到地月距离的三分之一，这样做目的是避开地球辐射带的影响，但一旦发生故障，将无法用航天飞机对其进行维修。
此天文衛星的制造耗资15.5亿美元，原名为「先进X射线天文设备」（AXAF），1998年，为纪念美籍印度裔天体物理家钱德拉塞卡而更名。1999年7月23日，钱德拉X射线天文台由哥伦比亚号航天飞机搭载升空，运行在一条椭圆轨道上，近地点为1万公里，远地点为14万公里，轨道周期为64小时。卫星在轨期间由史密松天体物理台负责操控和运作。

## 規格與設備
钱德拉X射线天文台总重约4.8吨，主镜为四台套筒式掠射望远镜，每台口径1.2米，焦距10米，接受面积0.04平方米，采用沃尔特型光路。终端设备有：
- 高新CCD成像频谱仪（ACIS），由10台CCD组成，观测能段为0.2-10 keV。
- 高分辨率照相机（HRC），主要部件是2台微通道板探测器，观测能段为0.1-10 keV，时间分辨率达到0.016秒。
- 高能透射光栅摄谱仪（HETGS），观测能段为0.4 - 10 keV，谱分辨率为60-1000。
- 低能透射光栅摄谱仪（LETGS），观测能段为0.09 - 3 keV，谱分辨率为40-2000，两台摄谱仪都能够与高新CCD成像摄谱仪和高分辨率相机联合工作。

## 觀測成果
钱德拉X射线天文台取得了大量的成果，包括在星遽增星系M82中发现了中等质量黑洞的证据、发现伽玛射线暴GRB 991216中的X射线发射、观测到了银河系中心超大质量黑洞人馬座A的X射线辐射、物质从原恒星盘落入恒星时发出的X射线等等。